# Hypsoblennius gentilis
Hypsoblennius gentilis és una espècie de peix de la família dels blènnids i de l'ordre dels perciformes.

## Morfologia
- Els mascles poden assolir 15 cm de longitud total.[1][2]

## Reproducció
És ovípar.

## Alimentació
Menja invertebrats bentònics i algues.

## Hàbitat
És un peix de clima subtropical que viu fins als 25 m de fondària.

## Distribució geogràfica
Es troba des de Califòrnia (Estats Units) fins a la Península de Baixa Califòrnia (Mèxic) i el Golf de Califòrnia.